# Балясников, Валерий Фёдорович
Валерий Фёдорович Балясников (16 ноября 1943, Москва — 17 ноября 1999, Москва) — советский футболист, мастер спорта (1968).

## Биография
Воспитанник московского «Динамо».
Известен по выступлениям за "Динамо" Москва. Оценивался специалистами как перспективный вратарь, однако довольно рано завершил карьеру.
С 1976 года — работник КГБ, офицер. Находился в составе советских делегаций на ЧМ-1982 и 1986, ЧЕ-1988, ОИ-1988.
В 1990—1995 годах работал в Аргентине. С 1995 — работал в международном отделе Госкомитета по физкультуре и туризму.